# Ratpenat orellut de Davies
El ratpenat orellut de Davies (Glyphonycteris daviesi) és una espècie de ratpenat que es troba a Colòmbia, el Brasil, Costa Rica, l'Equador, la Guaiana Francesa, Guyana, Hondures, Panamà, el Perú, Surinam, Trinitat i Tobago i Veneçuela.